# إزاك إكبو
إزاك إكبو (بالإنجليزية: Isaac Ekpo) (مواليد 22 أكتوبر 1982) هو ملاكم نيجيري، مثّل بلاده في الألعاب الأولمبية الصيفية 2004.

## روابط خارجية
إزاك إكبو على موقع أوليمبيديا (الإنجليزية)